# Fairey Firefly II
Фэйри Файрфлай 2 (англ. Fairey Firefly II) — британский истребитель межвоенного периода, производившийся в Бельгии и состоявший на вооружении Бельгийских ВВС в годы Второй мировой войны. Представлял собой одноместный цельнометаллический биплан смешанной конструкции с открытой кабиной и неубирающимся шасси. Спроектирован в КБ компании «Фэйри Эвиэйшен Компани» под руководством Марселя Лобеля. Опытный образец истребителя впервые полетел 5 февраля 1929 года. Создавался по одному заданию с Hawker Fury, но проиграл последнему и на вооружение британских ВВС принят не был. Однако по заказу Бельгийских ВВС строился на заводе «Фэйри» в Хэйсе и дочерней компанией «Авионс Фэйри» в Госселье, Бельгия.

## Модификации
Fairey Firefly II
прототип с двигателем 480 hp (360 kW) Rolls-Royce Kestrel (400 л.с. / 360 кВт), построен 1.
Fairey Firefly IIM
цельнометаллический самолёт с изменённым вертикальным оперением и иной системой охлаждения двигателя.
Fairey Firefly III
прототип палубного истребителя. построен 1.
Fairey Firefly IIIM
цельнометаллический Firefly III.
Fairey Firefly IV
два бельгийских самолёта Firefly II переделаны под двигатель Hispano-Suiza 12Xbrs (785 л.с. /585 кВт).

## Тактико-технические характеристики (Firefly IIM)
Источник данных: The Complete Book of Fighters

Технические характеристики
- Экипаж: 1 человек
- Длина: 7,52 м
- Размах крыла: 9,60 м
- Высота: 2,84 м
- Площадь крыла: 22,00 м²
- Масса пустого: 1 083 кг
- Нормальная взлётная масса: 1 490 кг
- Максимальная взлётная масса: 1 544 кг[2]
- Силовая установка: 1 × Rolls-Royce F.XIS
- Мощность двигателей: 1 × 480 лс (1 × 360 кВт)
- Воздушный винт: двухлопастный фиксированного шага

Лётные характеристики
- Максимальная скорость: 282 км/ч на уровне моря
- 359 км/ч на 4 000 м
- Боевой радиус: 390 км (Firefly II)
- Практический потолок: 9 400 м[3]
- Скороподъёмность: (10 мин 55 сек до 6 000 м)

Вооружение
- Стрелково-пушечное: 2x 7,7-мм фиксированных пулемёта Виккерс

## Эксплуатанты
Великобритания
- ВВС Великобритании: High Speed Flight RAF

 Бельгия
- ВВС Бельгии

 СССР
- ВВС СССР: испытывался 1 Firefly Mk IIM (F.1876), купленный в 1932 году компанией "Аркос".